# Issendolus
Issendolus é uma comuna francesa na região administrativa de Occitânia, no departamento de Lot. Estende-se por uma área de 18,91 km². Em 2010 a comuna tinha 540 habitantes (densidade: 28,6 hab./km²).